# دایجو ماتسوموتو
دایجو ماتسوموتو (انگلیسی: Daiju Matsumoto؛ زادهٔ ۹ دسامبر ۱۹۷۷) بازیکن فوتبال اهل ژاپن است.
از باشگاه‌هایی که در آن بازی کرده‌است می‌توان به باشگاه فوتبال گامبا اوساکا اشاره کرد.